# Cirsil
Cirsil (Cyrsilus Κυρσίλος) fou un atenenc que vivia al segle v aC, que quan es van acostar els perses va incitar als ciutadans d'Atenes a fugir de la ciutat o de fer submissió al rei. Davant aquesta covardia, fou mort a pedrades pels atenencs.